# Chromodoris elisabethina

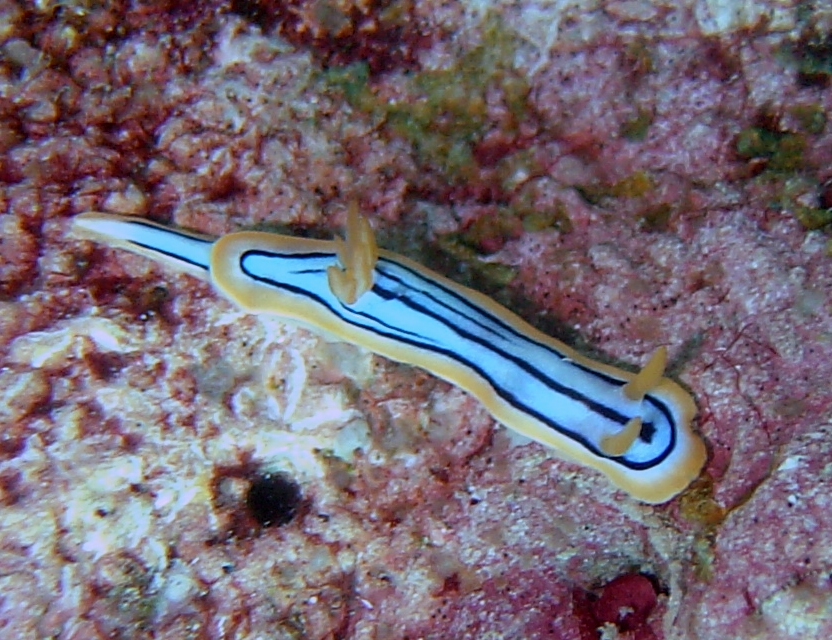

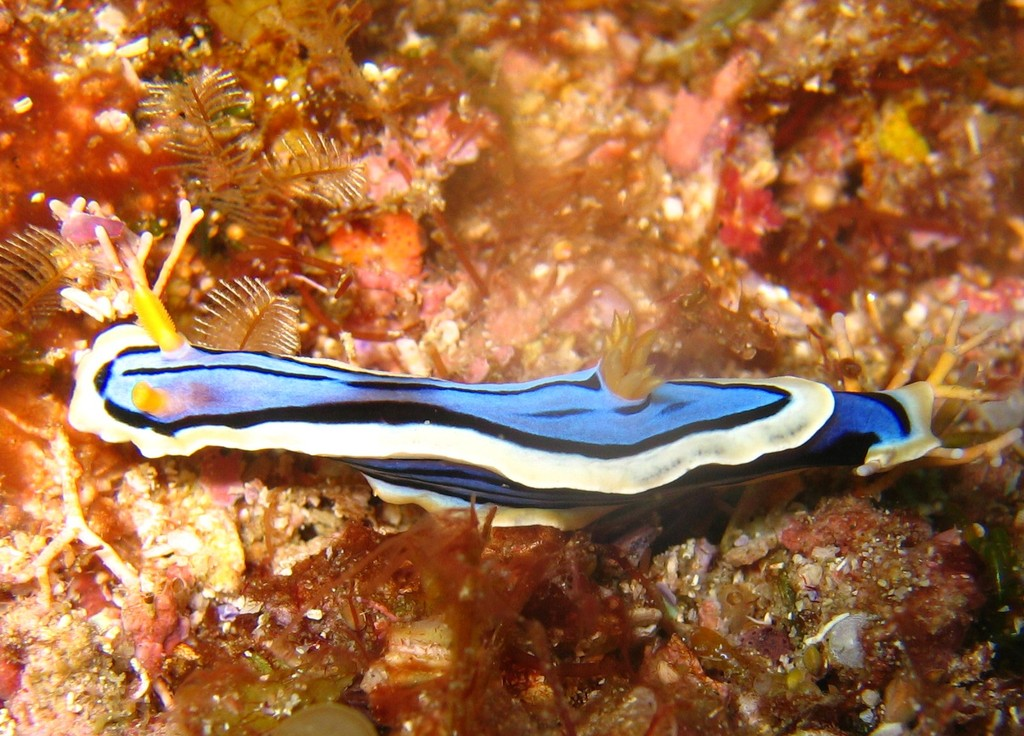

Chromodoris elisabethina es una especie de molusco nudibranquio de la familia Chromodorididae.

## Morfología
El manto dorsal, de forma más o menos ovalada, es de color azul, con una línea central negra o azul oscuro, que puede sustituir por varias líneas interrumpidas longitudinales. El manto está bordeado por una franja naranja o amarilla en el margen, y otra negra hacia el interior, que recorren su perímetro. 
Para investigar el medio utilizan dos tentáculos situados en la cabeza, llamados rinoforos, y otros dos tentáculos, situados cerca de la boca, que les sirven para oler, detectar estímulos químicos y tocar. Carecen de órgano de la vista propiamente dicho, en su lugar tienen una pequeña esfera dentro del cuerpo situada detrás y en el centro de los rinoforos, que le sirve para detectar luz o sombras. En la parte posterior del dorso, tiene unos apéndices de apariencia plumosa que son las branquias que utiliza para respirar. En el centro de las branquias se sitúa la papilla anal. Todos estos apéndices son de color naranja o amarillo.
Sus vívidos colores, como en otras especies animales, son un aviso al resto de habitantes del arrecife sobre la toxicidad de su dermis, convirtiéndose en una estrategia de defensa, o aposematismo. Son lentos de movimiento y cuando son tocados por un predador, se encogen y esconden los rinoforos.
Alcanza los 6 cm de longitud.
Su apariencia es similar a otras especies de nudibranquios del grupo Chromodoris quadricolor o "Chromodoris pijama", en especial a Chromodoris annae, de la que se diferencia en que el fondo azul de esta, presenta micropuntos oscuros, que el azul uniforme de C. elisabethina carece.

## Alimentación
Es carnívoro y come principalmente esponjas. Frecuentemente de la especie Petrosaspongia.

## Reproducción
Como todos los opistobránquios, son hermafroditas y producen tanto huevos como esperma. Las masas de huevos las depositan en espirales aplanadas, los huevos son de color crema. El estado embrionario dura de 8 a 10 días.
El conducto genital y la prominente abertura genital, están situados cerca de la cabeza, en el lado derecho del cuerpo. Tras la fertilización producen larvas planctónicas, que cuentan con una concha para protegerse durante la fase larval, y que, al evolucionar a su forma definitiva la pierden. La larva deambula por la columna de agua hasta que encuentra una fuente de comida, normalmente esponjas, entonces se adhiere y evoluciona al animal adulto.

## Hábitat y distribución
Se distribuye en el Indo-Pacífico tropical, desde la costa este africana hasta Micronesia. Quizás la especie de Chromodoris más común en las islas Marshall.
Asociados a arrecifes, son bénticos y diurnos. Se localizan desde los 5 hasta los 40 m de profundidad.